# Bradysia nigrochaeta
Bradysia nigrochaeta är en tvåvingeart som beskrevs av Werner Mohrig och Nina Krivosheina 1989. Bradysia nigrochaeta ingår i släktet Bradysia och familjen sorgmyggor. Inga underarter finns listade i Catalogue of Life.